# Последний воин (фильм, 1975)
«Последний воин» — постапокалиптический фильм режиссёра Роберта Клауза, снятый в 1975 году.

## Сюжет
2012 год (начальные титры). После экономического кризиса и страшной эпидемии 1981 года большая часть человечества вымерла. Оставшиеся объединились в небольшие группировки, которые ведут беспощадную борьбу друг с другом. На руинах бывшего Нью-Йорка из-за колодца с питьевой водой друг другу противостоят общины Барона и Кэррота. Помощник Барона Кэл находит способ выращивания культурных растений, однако для этого в бывшем городе нет места. Тогда они собираются покинуть своё укрепление, чтобы оказаться на некоем острове, где можно выращивать пищу. Так как у Барона осталось мало людей, он привлекает на свою сторону опытного воина Карсона.
После нападения банды Кэррота, в которой погибает Кэл, Барон решает отправить свою беременную дочь вместе с Карсоном искать лучший мир. Его сподвижники, однако, иначе оценивают этот шаг и убивают своего бывшего предводителя. Один из них даже сообщает о случившемся Кэрроту. Тот со своими людьми устраивает погоню за беглецами, но, как и следовало ожидать, Карсон оказывается на высоте — убивает в одиночку почти всех преследователей и их главаря. При этом, правда, теряет кисть руки. А Мелинда благополучно рожает прямо в разрушающейся Нью-Йоркской подземке. В финальных кадрах они с младенцем идут по берегу моря.

## Актёры
1. Юл Бриннер — Карсон
2. Макс фон Сюдов — Барон
3. Джоанна Майлс — Мелинда, дочь Барона
4. Уильям Смит — Кэррот
5. Ричард Келтон — Кэл
6. Стивен МакХэтти — Роберт
7. Даррел Цверлинг — Сайлес
8. Лэйн Брэдбери — Барри
9. Нэйт Эсформс — Гэрон
10. Мел Новак — Липперт